# Emphusis ansatus
Emphusis ansatus är en insektsart som beskrevs av Buckton. Emphusis ansatus ingår i släktet Emphusis och familjen hornstritar. Inga underarter finns listade i Catalogue of Life.